# Сврчина
Сврчина (алб. Surqinë/Surçinë) је насељено место у општини Урошевац, на Косову и Метохији. Према попису становништва из 2011. у насељу је живело 222 становника.

## Положај
Налази се североисточно од Урошевца, а сматра се да се у његовој околини налазе остаци средњовековног Сврчина, једног од двораца Немањића.

## Становништво
Према попису из 2011. године, Рака има следећи етнички састав становништва:
| Националност | 2011.        |
| Албанци      | 222 (100,0%) |
| Укупно       | 222          |

| Демографија | Демографија | Демографија |
| Година      | Становника  | Становника  |
| ----------- | ----------- | ----------- |
| 1948.       | 196         |             |
| 1953.       | 201         |             |
| 1961.       | 230         |             |
| 1971.       | 312         |             |
| 1981.       | 386         |             |
| 1991.       | 503         |             |
| 2011.       | 222         |             |